# STS-96
La missió STS-96 fou la vintesisena missió del transbordador espacial Discovery i la segona missió a l'Estació Espacial Internacional (ISS). L'objectiu principal de la missió fou realitzar el primer acoblament amb l'Estació Espacial Internacional i material de transport i equips dins de l'oferta. Aquesta és la primera missió d'abastiment de l'Estació Espacial Internacional.

## Tripulació
- Kent V. Rominger (4), comandant
- Rick D. Husband (1), pilot
- Ellen Ochoa (3), especialista de missió
- Tamara E. Jernigan (5), especialista de missió
- Daniel T. Barry (2), especialista de missió
- Julie Payette (1), especialista de missió. Canadenc perteixent a la CSA
- Valery I. Tokarev (1), especialista de missió. Rus perteneixent a la RSA

 Entre parèntesis, el nombre de missions de l'astronauta, inclosa la STS-96

## Configuració de la missió
- Massa: n/d
- Enlairament de l'orbitador: 220.980 kg
- Aterratge de l'orbitador: 118.859 kg
- Càrrega: 9.097 kg
- Perigeu: 326 km
- Apogeu: 340 km
- Inclinació: 51,6°
- Període: 91,2 min

## Amarratge a l'ISS
- Inici: 29 de maig de 1999, 04h23min55 UTC
- Final: 3 de juny de 1999, 22h39min00 UTC
- Temps d'atracada: 5 dies, 18 hores, 15 minuts, 05 segons

### EVAs
- Jernigan i Barry - EVA 1
- Inici de l'EVA 1 30 de maig de 1999 - 02:56 UTC
- Final de l'EVA 1 30 de maig de 1999 - 10:51 UTC
- Temps total: 7 hores, 55 minuts